# Brique d'Euler parfaite
Une brique d’Euler parfaite (du nom du mathématicien Leonhard Euler) est un parallélépipède rectangle dont les côtés, les diagonales des faces et la diagonale principale qui joint deux sommets opposés ont toutes des longueurs entières. 
Aucun exemple de brique parfaite n’est connu en 2021, et personne n'a réussi à prouver qu'il n'en existait pas. Les recherches par ordinateur ont cependant montré que, si une brique parfaite d'Euler existe, l'un de ses côtés doit avoir une valeur d'au moins mille milliards,.

## Formulation arithmétique
Les dimensions d'une brique parfaite d'Euler correspondent à une solution au système d'équations diophantiennes :
{\displaystyle \left\{{\begin{array}{l}a^{2}+b^{2}=d^{2}\\a^{2}+c^{2}=e^{2}\\b^{2}+c^{2}=f^{2}\\a^{2}+b^{2}+c^{2}=g^{2}.\end{array}}\right.}

## Briques quasi-parfaites
Euler a découvert une brique dont les longueurs {\displaystyle (a,b,c,d,e,f,g)=(104,153,672,185,680,3{\sqrt {52777}},697)} sont entières, sauf la diagonale faciale f . Plusieurs autres du même type ont été trouvées depuis .

## Existence d'un parallélépipède parfait
En 2009, deux mathématiciens américains ont découvert un parallélépipède non rectangle dont les arêtes, les diagonales des faces, et les diagonales internes ont toutes des longueurs entières .
Les arêtes sont de longueurs 271,106, et 103; les diagonales des faces sont de longueurs 255, 223, 312, 266, 183, 101 ; les diagonales internes sont de longueurs 272, 278, 300, et 374.
En 2009, Barry Cipra a trouvé un parallélépipède du même type dont deux faces sur trois sont rectangulaires. Les arêtes sont de longueurs 1 120, 1 035, et 840.